# Јозеф фон Ајхендорф
Јозеф Карл Бенедикт фон Ајхендорф (1788 — 1857) је био немачки романтичарски лиричар и прозни писац. Са око 5000 песничких дела, Ајхендорф спада међу најплодније немачке књижевнике.
Многе његове песме су користили композитори Роберт Шуман, Феликс Менделсон, Јоханес Брамс, Рихард Штраус и други.
Имао је надимак „песник немачких шума“. Уметнички мото му је био да човек треба да нађе срећу упијајући лепоту природе. Заједно са Брентаном, био је најзначајнији лирски песник немачког романтизма и извршио велики утицај на културни дух Немачке свога времена. Поред песама, писао је романе, приповетке, драме и трактате из историје књижевности. Позната је његова новела Из живота једног дангубе (Aus dem Leben eines Taugenichts).